# Hohenroth

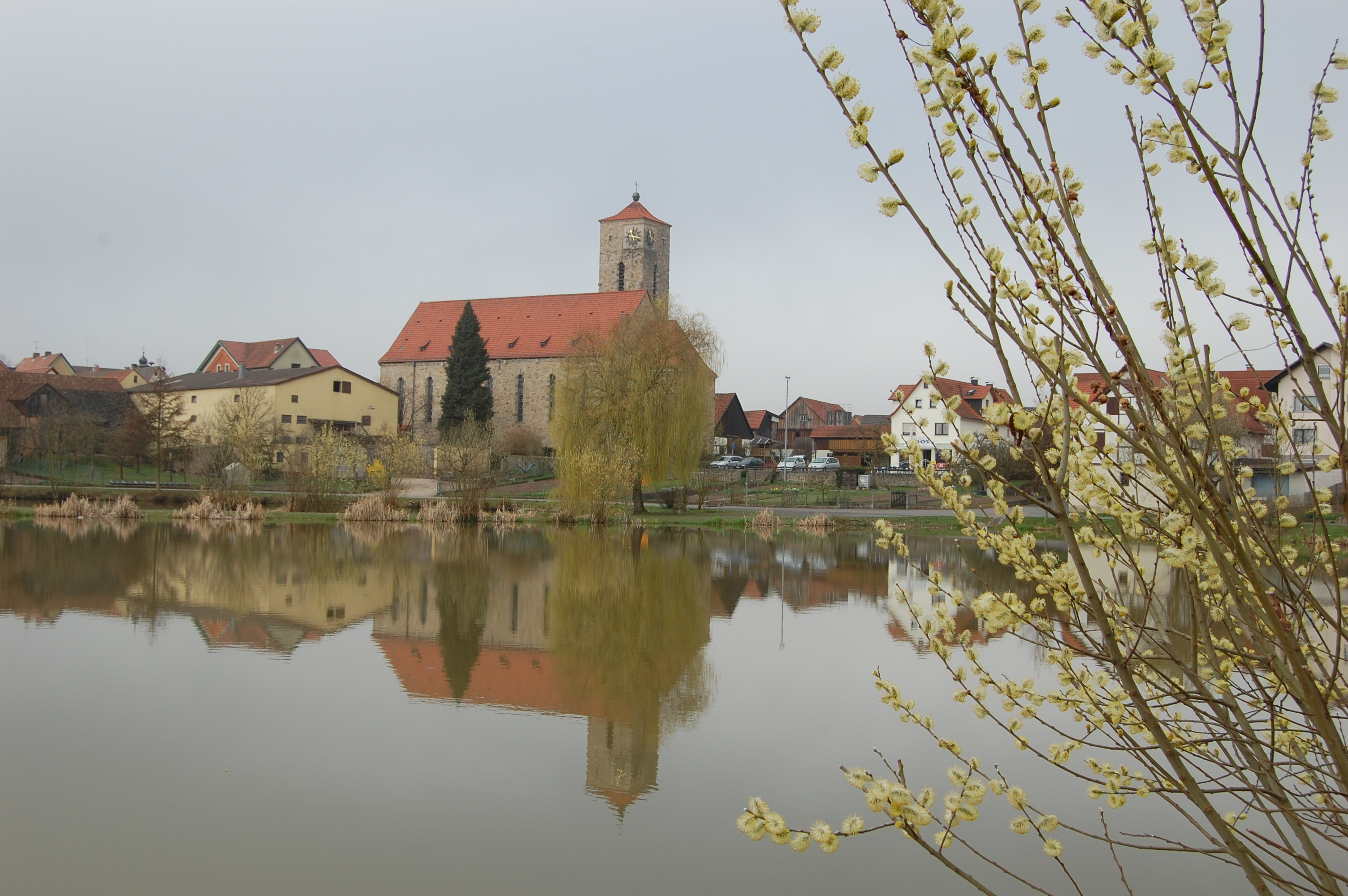
Hohenroth (2011)

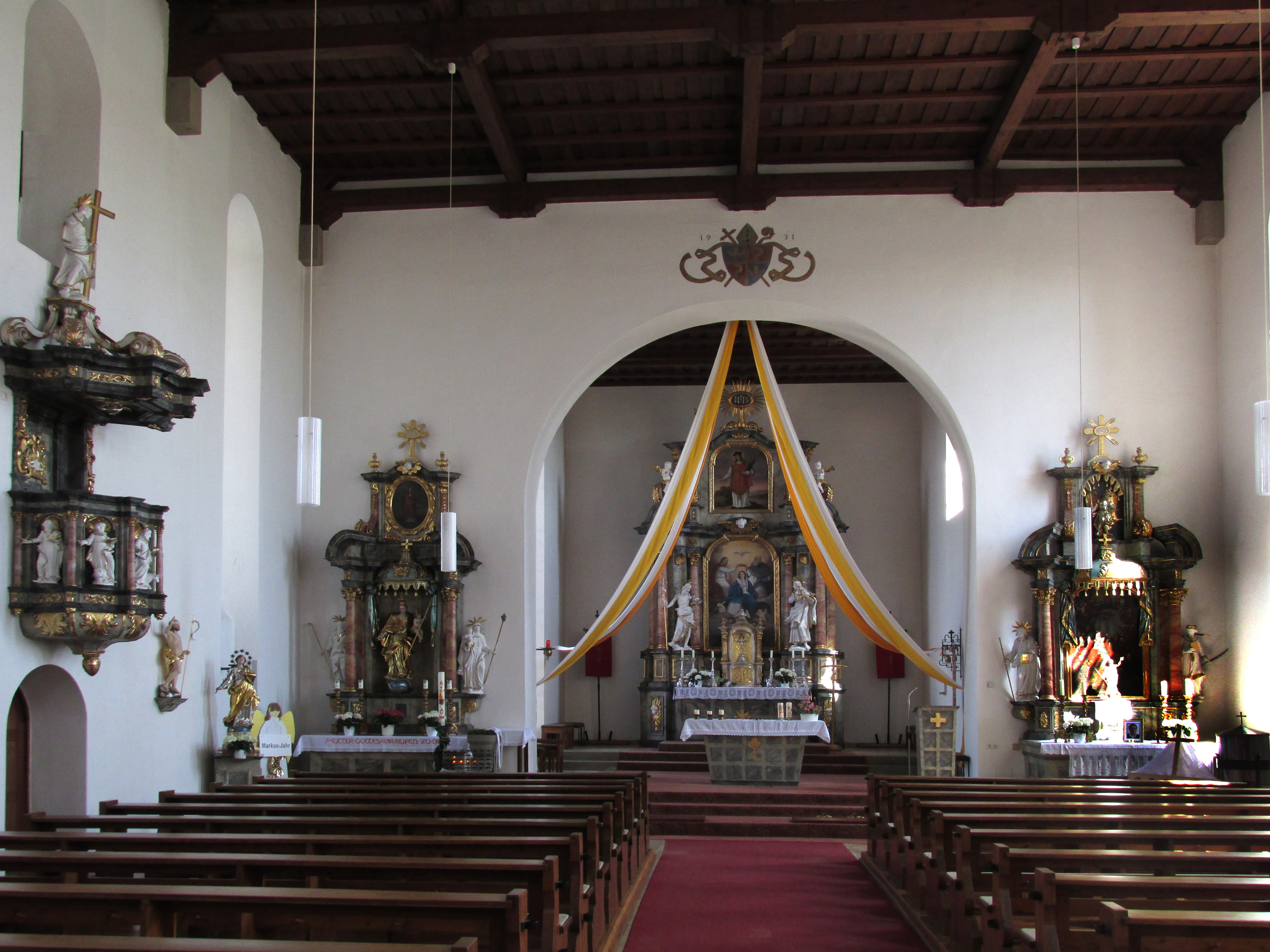
Hohenroth, Innenansicht der katholischen Kirche Mariä Geburt

Hohenroth (grabfeldisch: Haruud) ist eine Gemeinde im unterfränkischen Landkreis Rhön-Grabfeld.

## Geografie
Hohenroth liegt in der Region Main-Rhön.

### Gemeindegliederung
Hohenroth hat fünf Gemeindeteile (in Klammern ist der Siedlungstyp angegeben):
- Hohenroth (Pfarrdorf)
- Leutershausen (Kirchdorf)
- Querbachshof (Weiler)
- Struthof (Einöde)
- Windshausen (Kirchdorf)

Auf dem Gemeindegebiet gibt es die Gemarkungen Burgwallbacher Forst (Gemarkungsteil 1), Hohenroth, Leutershausen, Steinacher Forst r.d.Saale (Gemarkungsteil 0) und Windshausen. Die Gemarkung Hohenroth hat eine Fläche von 6,942 km². Sie ist in 2453 Flurstücke aufgeteilt, die eine durchschnittliche Flurstücksfläche von 2829,87 m² haben.

## Geschichte

### Bis zur Gemeindegründung
Hohenroth wurde 867 erstmals als „Hohirod“ erwähnt. In alten Unterlagen befinden sich die späteren Nennungen „Hohnroda“, „Hohiresth“ und „Honroth“. Die Forstmeister von Lebenhan-Rothenkolben, die Vögte auf der Salzburg und das Rittergeschlecht derer von Ebersberg genannt von Weyhers waren Grundherren der Gemeinde, bevor sie vollständig in den Besitz des Hochstiftes Würzburg gelangte. Das Amt des Hochstiftes Würzburg gehörte ab 1500 zum Fränkischen Reichskreis. Es wurde nach der Säkularisation 1803 zugunsten Bayerns 1805 Erzherzog Ferdinand von Toskana zur Bildung des Großherzogtums Würzburg überlassen und fiel mit diesem 1814 endgültig an Bayern. Im Zuge der Verwaltungsreformen in Bayern entstand mit dem Gemeindeedikt von 1818 die heutige Gemeinde.
Der Ort hatte früh ein Schulgebäude und eine Kirche mit eigener Pfarrei. Diese wurde später aufgelöst, weil der Pfarrer kein ausreichendes Einkommen vom Ort erhielt, und Hohenroth kirchlich der Pfarrei Salz angegliedert. 1695 wurde der Ort Filialgemeinde der Pfarrei Bad Neustadt.

### 20. Jahrhundert
1924 wurde Hohenroth wieder Kuratie und 1931 wurde die heutige Kirche erbaut. In dieser sind Reste eines gotischen Fensters von einem Vorgängerbau aus dem Mittelalter verbaut worden.

### Eingemeindungen
Am 1. Juli 1972 schlossen sich die damaligen Gemeinden Hohenroth, Leutershausen und Windshausen freiwillig zur neuen Gemeinde Hohenroth zusammen.

### Einwohnerentwicklung
| Jahr      | 1961 | 1970 | 1987 | 1991 | 1995 | 2000 | 2005 | 2010 | 2015 | 2017  |
| Einwohner | 1513 | 1724 | 2493 | 2893 | 3287 | 3628 | 3710 | 3590 | 3458 | 3751* |

* 2366 Hohenroth, 709 Leutershausen, 676 Windshausen
Im Zeitraum 1988 bis 2018 stieg die Einwohnerzahl von 2578 auf 3603 um 1025 Einwohner bzw. um 39,8 % – der höchste prozentuale Zuwachs im Landkreis im genannten Zeitraum. 2003 hatte die Gemeinde 3713 Einwohner.
Quelle: BayLfStat

## Politik und Öffentliche Verwaltung

### Gemeinderat
Alle 16 Mitglieder des Gemeinderats wurden aus der Liste CSU/Unabhängige Wählergemeinschaft gewählt. Drei der Gewählten sind Frauen.

### Bürgermeister
Erster Bürgermeister ist Georg Straub. (Freie Wählergemeinschaft). Sein Vorgänger war Oskar Kaiser (CSU/Freie Wählergemeinschaft).

### Verwaltung
Die Gemeinde ist Mitglied der Verwaltungsgemeinschaft Bad Neustadt an der Saale, der sechs weitere Gemeinden angehören, nicht aber Bad Neustadt selbst.

### Wappen
| Wappen von Hohenroth | Blasonierung: „Wellenförmig geteilt von Silber und Blau; oben schräg gekreuzt zwei rote Streitkolben, darüber und zu beiden Seiten je eine rote Rose; unten eine silberne Lilie.“ |
| Wappen von Hohenroth | Wappenbegründung: Das Wappen enthält oben zwei Streitkolben zur Erinnerung an die Forstmeister von Lebenhan-Rothenkolben und unten die fälschlich als Lilie interpretierte Partisane aus dem Rittergeschlecht der von Ebersberg genannt von Weyhers. Beide Familien hatten umfangreichen Grundbesitz in allen Ortsteilen. Die wellenförmige Trennlinie wurde gewählt, um deutlich zu machen, das schon im 17. Jahrhundert vom Hochstift der Gemeinde eine Karpfenzucht gegen eine jährliche Pachtzahlung überlassen worden war. Die Gemeinde führte das Wappen 1973 mit Beschluss der Gemeindevertretung ein und erhielt im selben Jahr die Genehmigung der Regierung von Unterfranken. Auf der Gemeindefahne ist das Wappen in der Mitte auf einer rot-weiß geteilten Flagge zu sehen. |

## Kultur und Sehenswürdigkeiten
Im Teilort Leutershausen wurde 1992 die Kuratiekirche St. Bartholomäus nach den Plänen des Architekten Oskar Herbert fertiggestellt. Die Taufkapelle erhielt 2003 farbige Fenster des Künstler-Pfarrers Sieger Köder. In seinem typischen Stil stellen sie die Themen Schöpfung, Heilsgeschichte, Eucharistie und Pfingsten dar.
Auf dem zum Gemeindegebiet gehörenden Veitsberg wurden nach archäologischen Grabungen Burgreste gefunden, die  wahrscheinlich von einer ehemaligen Kaiserpfalz als Vorläufer der Salzburg stammen, die schon Ende des 10. Jahrhunderts abgebrochen wurde.

## Wirtschaft und Infrastruktur

### Wirtschaft
Ursprünglich war Hohenroth eine rein landwirtschaftlich geprägte Gemeinde. Durch die Nähe zur Kreisstadt Bad Neustadt hat es sich zu einer Wohngemeinde entwickelt, aus der viele Einwohner zu dortigen Arbeitgebern pendeln. Es wurden nach der Gebietsreform in großem Umfang neue Baugebiete geschaffen, so dass sich die Einwohnerzahl zwischen 1970 und 1987 verdoppelte.
Es gab 2018 nach der amtlichen Statistik im Bereich der Land- und Forstwirtschaft keine, im produzierenden Gewerbe 117, im Bereich Handel, Verkehr, Gastgewerbe 29 und im Bereich Öffentliche und private Dienstleister 382 sozialversicherungspflichtig Beschäftigte am Arbeitsort. In sonstigen Wirtschaftsbereichen waren am Arbeitsort 56 Personen sozialversicherungspflichtig beschäftigt. Sozialversicherungspflichtig Beschäftigte am Wohnort gab es insgesamt  1629. Im verarbeitenden Gewerbe gab es keinen Betrieb, im Bauhauptgewerbe fünf Betriebe.
Im Jahr 2016  bestanden zudem 21 landwirtschaftliche Betriebe mit einer landwirtschaftlich genutzten Fläche von insgesamt 1414 ha, davon waren 1241 ha Ackerfläche und 174 ha Dauergrünfläche.

### Bildung
Es gab 2019/20 folgende Einrichtungen:
- zwei Kindertageseinrichtungen mit insgesamt 196 genehmigten Plätzen und 176 Kindern
- eine Grund- und Mittelschule mit 28 Lehrern und 228 Schülern
- ein sonderpädagogisches Förderzentrum Hohenroth der Caritas-Schulen gGmbH

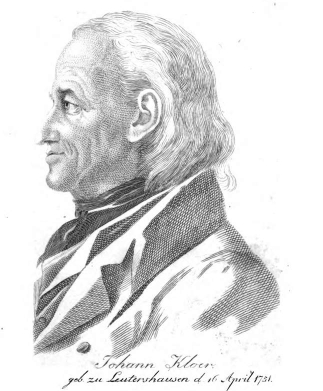
Johann Klör

## Persönlichkeiten
- Johann Klör (1751–1818); Obstbauer, Imker, Leinenweber und Kleinbauer aus Leutershausen
- Cilli Pigor (* 1936), Mundartdichterin und Theaterautorin in Unterfränkisch-Rhöner Mundart